# Championnat d'Allemagne de football de deuxième division 1962-1963
Navigation
2. Oberliga
1961-1962 Regionalliga
1963-1964
La 2. Oberliga 1962-1963 fut la 14e saison et dernière édition de 2. Oberliga (parfois également appelée II. Division), une ligue située au 2e échelon du football allemand dans certaines régions. Lors de la saison 1949-1950, seule l'Ouest de l'Allemagne (Land de Rhénanie du Nord-Wesphalie) disposait d'une 2. Oberliga à deux sous-groupes. La compétition passera à un format à un groupe unique à partir de la saison 1952-1953. L'Allemagne du Sud (Länder de Hesse, Bade-Wurtemberg et Bavière) suit le mouvement et introduit sa propre 2. Oberliga pour la saison 1950-1951, et l'Allemagne du Sud-Ouest (Land de Rhénanie-Palatinat et protectorat puis Land de Sarre) suivra la saison suivante. En Allemagne du Nord (Länder de Basse-Saxe et de Schleswig-Holstein ainsi que villes libres de Hambourg et Brême), et à Berlin-Ouest, ce sont les Amateurligen qui jouaient le rôle de 2de division.
En raison de la création de la Bundesliga, les 2. Oberligen seront remplacées pour la saison 1963-1964 par les Regionalligen. Dans le Nord et à Berlin, les Amateurligen passeront au 3e échelon, afin de laisser place aux Regionalligen correspondantes au 2e niveau du football ouest-allemand.

## 2. Oberliga West
Le 2. Oberliga West 1962-1963 fut une ligue située au 2e niveau de la hiérarchie du football ouest-allemand.
Ce fut la 14e et dernière édition de cette ligue qui couvrait le même territoire que l'Oberliga West, c'est-à-dire le Land de Rhénanie du Nord-Wesphalie, donc les clubs affiliés à une des trois fédérations composant la Westdeutscher Fußball-und Leichtathletikverband (WFLV). La 2. Oberliga West fut dissoute à la fin de cette saison.
Il n'y eut pas de promus vers l'Oberliga West puisque celle-ci était également dissoute. La Deutscher Fussball Bund effectua une grande réforme des ligues supérieures avec, pour la première fois dans l'Histoire du football allemand, la création d'une ligue nationale unique : la Bundesliga.
Les huit premiers classés furent qualifiés pour la nouvelle Regionalliga West. Les huit autres formations retournèrent dans leur série de Verbandsliga respective.

### Compétition

#### Légende
| Légende       |                                                                             |
| C             | Champion et qualifié pour la nouvelle Regionalliga West la saison suivante. |
| Q             | club qualifié pour la nouvelle Regionalliga West la saison suivante.        |
| AL            | club retournant vers les séries de Verbandsliga pour la saison suivante.    |
| en diminution | club relégué de l'Oberliga West depuis la saison précédente                 |

#### Classement
|    |    |                            | M  | G  | N  | P  | +  | -  | Avg  | Pts |
| -- | -- | -------------------------- | -- | -- | -- | -- | -- | -- | ---- | --- |
| C  | 1  | VfB Bottrop                | 30 | 16 | 5  | 9  | 49 | 34 | 1,44 | 37  |
| Q  | 2  | TuS Duisburg 48/99         | 30 | 13 | 11 | 6  | 40 | 37 | 1,08 | 37  |
| Q  | 3  | SpVgg Herten 07/12         | 30 | 15 | 5  | 10 | 50 | 39 | 1,28 | 35  |
| Q  | 4  | STV Horst-Emscher          | 30 | 12 | 10 | 8  | 52 | 43 | 1,21 | 34  |
| Q  | 5  | Sportfreunde Siegen        | 30 | 15 | 3  | 12 | 63 | 57 | 1,11 | 33  |
| Q  | 6  | Rot-Weiss Essen            | 30 | 14 | 4  | 12 | 55 | 45 | 1,22 | 32  |
| Q  | 7  | DSC Arminia Bielefeld      | 30 | 14 | 4  | 12 | 51 | 44 | 1,16 | 32  |
| Q  | 8  | Duisburger SpV             | 30 | 13 | 6  | 11 | 50 | 49 | 1,02 | 32  |
| AL | 9  | SV Sodingen                | 30 | 11 | 9  | 10 | 47 | 33 | 1,42 | 31  |
| AL | 10 | SG Eintracht Gelsenkirchen | 30 | 11 | 8  | 11 | 47 | 41 | 1,15 | 30  |
| AL | 11 | Sportfreunde Gladbeck      | 30 | 13 | 4  | 13 | 52 | 50 | 1,04 | 30  |
| AL | 12 | Dortmunder SC 95           | 30 | 11 | 7  | 12 | 52 | 50 | 1,04 | 30  |
| AL | 13 | SV Neukirchen 21           | 30 | 12 | 5  | 13 | 45 | 49 | 0,92 | 29  |
| AL | 14 | VfL Bochum                 | 30 | 12 | 3  | 15 | 54 | 53 | 1,02 | 27  |
| AL | 15 | Duisburger FV 08           | 30 | 7  | 9  | 14 | 34 | 45 | 0,76 | 23  |
| AL | 16 | Bonner FV 01               | 30 | 2  | 5  | 23 | 26 | 98 | 0,27 | 9   |

### Attribution des places en Regionalliga West 1963-1964
Onze clubs d'Oberliga West non sélectionnés pour la Bundesliga furent reversés dans la Regionalliga West avec les huit premiers classés de la 2. Oberliga West 1962-1963 et le vainqueur du tour final des Verbandsligen.

#### Résultats du tour final des Verbandsligen
| Légende |                                                                       |
| Q       | club qualifié pour la nouvelle Regionalliga West, la saison suivante. |

Le tour final concerna les trois champions des Verbandsligen ("Mittelrhein", "Niederrhein" et "Westfalen"). 
- Tour final:

|   |   |              | M | G | N | P | + | - | Avg  | Pts |
| - | - | ------------ | - | - | - | - | - | - | ---- | --- |
| Q | 1 | Lüner SV     | 2 | 2 | 0 | 0 | 3 | 1 | 3,00 | 4   |
|   | 2 | Homberger SV | 2 | 0 | 1 | 1 | 3 | 4 | 0,75 | 1   |
|   | 3 | SG Düren 99  | 2 | 0 | 1 | 1 | 2 | 3 | 0,67 | 1   |

Le vainqueur de cette mini-compétition, le Lüner SV se qualifia pour la nouvelle Regionalliga West.

## 2. Oberliga Südwest
Le 2. Oberliga Südwest 1962-1963 fut une ligue située au 2e niveau de la hiérarchie du football ouest-allemand.
Ce fut la 12e et dernière édition de cette ligue qui couvrait le même territoire que l'Oberliga Südwest, c'est-à-dire les Länder de Sarre et de Rhénanie-Palatinat, donc pour les clubs affiliés à la Fußball-Regional-Verband Südwest (FRVS). La 2. Oberliga Südwest fut dissoute à la fin de cette saison.
Il n'y eut pas de promus vers l'Oberliga Südwest puisque celle-ci était également dissoute. La Deutscher Fussball Bund effectua une grande réforme des ligues supérieures avec, pour la première fois dans l'Histoire du football allemand, la création d'une ligue nationale unique : la Bundesliga.
Douze clubs ayant participer à l'Oberliga Südwest non retenus pour la nouvelle "Division 1" furent reversés dans une nouvelle ligue créée au 2e niveau: la Regionalliga Südwest. Ils furent rejoints par 8 autres clubs.
Ces huit formations furent désignées selon trois critères:
- 2 places: le champion et le vice-champion de la 2. Oberliga Südwest 1962-63.
- 1 place: le vainqueur d'une barrage entre le 2e de la 2. Oberliga Südwest 1962-63 et le 15e de l'Oberliga Südwest 1962-63.
- 5 places: attribuées à l'issue d'un tour de qualification.

### Compétition

#### Légende
| Légende         | |
| Q               | Club directement qualifié pour la nouvelle Regionalliga Südwest la saison suivante.                                                    |
| B               | Club devant jouer un barrage pour décrocher une qualification directe pour la nouvelle Regionalliga Südwest la saison suivante.        |
| q               | Club devant prendre part à un tour de qualification pour décrocher une place dans la nouvelle Regionalliga Südwest la saison suivante. |
| AL              | Club retournant dans les Amateurligen la saison suivante                                                                               |
| en diminution   | club relégué de l'Oberliga Südwest depuis la saison précédente                                                                         |
| en augmentation | club promu des séries inférieures depuis la saison précédente.                                                                         |

#### Classement
|    |    |                         | M  | G  | N | P  | +  | -  | Avg  | Pts |
| -- | -- | ----------------------- | -- | -- | - | -- | -- | -- | ---- | --- |
| Q  | 1  | SV Südwest Ludwigshafen | 30 | 21 | 5 | 4  | 78 | 25 | 3,12 | 47  |
| Q  | 2  | Eintracht Trier         | 30 | 18 | 5 | 7  | 75 | 41 | 1,83 | 41  |
| B  | 3  | SpVgg Weisenau          | 30 | 17 | 7 | 6  | 72 | 53 | 1,36 | 41  |
| q  | 4  | FC Phönix Bellheim      | 30 | 16 | 4 | 10 | 69 | 58 | 1,19 | 36  |
| q  | 5  | SV 06 Völklingen        | 30 | 15 | 6 | 9  | 45 | 44 | 1,02 | 36  |
| q  | 6  | VfB Wissen              | 30 | 13 | 8 | 9  | 69 | 60 | 1,15 | 34  |
| q  | 7  | TSC Zweibrücken         | 30 | 13 | 6 | 11 | 49 | 47 | 1,04 | 32  |
| q  | 8  | BFV Hassia Bingen       | 30 | 13 | 6 | 11 | 62 | 61 | 1,02 | 32  |
| AL | 9  | FSV Schifferstadt       | 30 | 11 | 7 | 12 | 53 | 62 | 0,85 | 29  |
| AL | 10 | FC Germania Metternich  | 30 | 12 | 4 | 14 | 61 | 56 | 1,09 | 28  |
| AL | 11 | VfB Theley              | 30 | 8  | 8 | 14 | 44 | 65 | 0,68 | 24  |
| AL | 12 | SV Ludweiler-Warndt     | 30 | 8  | 6 | 16 | 43 | 52 | 0,83 | 22  |
| AL | 13 | SV St. Ingbert          | 30 | 9  | 4 | 17 | 35 | 54 | 0,65 | 22  |
| AL | 14 | FV Engers 07            | 30 | 7  | 6 | 17 | 40 | 58 | 0,69 | 21  |
| AL | 15 | SC Friedrichsthal       | 30 | 6  | 6 | 18 | 39 | 64 | 0,61 | 18  |
| AL | 16 | FV Speyer               | 30 | 7  | 4 | 19 | 31 | 65 | 0,48 | 18  |

### Attribution des places en Regionalliga Südwest 1963-1964

#### Venant de l'Oberliga Südwest
Douze clubs de la désormais ancienne Oberliga Südwest furent reversés dans la Regionalliga Südwest. Ces 12 formations furent, par ordre alphabétique: VfR Frankenthal, VfR Kaiserslautern, Ludwigshafener SC 1925, TuRa Ludwigshafen, 1. FSV Mainz 05, TuS Neuendorf, VfB Borussia Neunkirchen, BSC 1914 Oppau, FK Pirmasens, SV Saar 05 Saarbrücken, Sportfreunde 05 Saarbrücken, VfR Wormatia Worms 08.

#### Barrage3e2. OL/15eOL
Un barrage opposa le 3e de la 2. Oberliga au 15e de l'Oberliga. Après une rencontre indécise et que la prolongation n'eut rien donné, Le SpVgg Weisenau se qualifia par tirage au sort. L'Eintracht Bad Kreuznach fut contraint de disputer le tour de qualification.

#### Tour de qualification
Les huit équipes concernées furent réparties en deux groupes de 4. Les participants étaient les formations classées de la 4e à la 8e place en 2. Oberliga Südwest, l'Eintracht Bad Kreuznach (battu au barrage par Weisenau), le SV Niederlahnstein (classé dernier en l'Oberliga) et l'ASV Landau, vainqueur du tour final des Amateurligen.
Le tour de qualification attribua 5 places: le FC Phönix Bellheim, le SV 06 Völklingen, le TSC Zweibrücken et le SV Niederlahnstein décrochèrent une des deux premières places de leur groupe et furent qualifiés.
Les deux troisièmes classés disputèrent un barrage pour déterminer le dernier qualifié. Après un partage (0-0, après prolongation), il fut procédé à un "jet de pièce". L'ASV Landau l'emporta et rejoignit la Regionalliga Südwest. Tandis que l'Eintracht Bad Kreuznach, qui perdit donc deux tirages au sort, descendit en Amateurliga, soit une relégation du premier au troisième niveau !
Les deux quatrièmes de ce tour de qualification, le VfB Wissen et Hassia Bingen retournèrent également en Amateurliga.

## 2. Oberliga Süd
Le 2. Oberliga Süd 1962-1963 fut une ligue située au 2e niveau de la hiérarchie du football ouest-allemand.
Ce fut la 13e et dernière édition de cette ligue qui couvrait le même territoire que l'Oberliga Süd, c'est-à-dire les Länder de Bade-Wurtemberg, de Bavière et de Hesse. La 2. Oberliga Süd fut dissoute à la fin de cette saison.
Il n'y eut pas de promus vers l'Oberliga Süd puisque celle-ci était également dissoute. La Deutscher Fussball Bund effectua une grande réforme des ligues supérieures avec, pour la première fois dans l'Histoire du football allemand, la création d'une ligue nationale unique : la Bundesliga.
Les neuf premiers classés furent qualifiés pour la nouvelle Regionalliga Sud. Les onze autres formations retournèrent dans leur série d'Amateurliga respectives.

### Compétition

#### Légende
| Légende         |                                                                                        |
| C               | Champion 2. Liga Süd et qualifié pour la nouvelle Regionalliga Süd la saison suivante. |
| Q               | clubs qualifié pour la nouvelle Regionalliga Süd la saison suivante.                   |
| AL              | clubs retournant dans les séries de 1. Amateurliga en vue de la saison suivante        |
| en diminution   | club relégué de l'Oberliga Süd depuis la saison précédente                             |
| en augmentation | club promu des séries de 1. Amateurliga depuis la saison précédente                    |

#### Classement
|    |    |                           | M  | G  | N  | P  | +  | -  | Avg  | Pts |
| -- | -- | ------------------------- | -- | -- | -- | -- | -- | -- | ---- | --- |
| C  | 1  | FSV Frankfurt             | 34 | 19 | 7  | 8  | 63 | 46 | 1,67 | 45  |
| Q  | 2  | ESV Ingolstadt-Ringsee    | 34 | 15 | 11 | 8  | 70 | 42 | 1,67 | 41  |
| Q  | 3  | SV 07 Waldhof             | 34 | 18 | 5  | 11 | 67 | 46 | 1,46 | 41  |
| Q  | 4  | 1. FC Pforzheim           | 34 | 17 | 6  | 11 | 70 | 47 | 1,49 | 40  |
| Q  | 5  | Freiburger FC             | 34 | 15 | 9  | 10 | 68 | 38 | 1,79 | 39  |
| Q  | 6  | SV Stuttgarter Kickers    | 34 | 17 | 4  | 13 | 61 | 47 | 1,30 | 38  |
| Q  | 7  | SpVgg Amicitia Viernheim  | 34 | 16 | 6  | 12 | 70 | 56 | 1,25 | 38  |
| Q  | 8  | SpVgg 03 Neu-Isenburg     | 34 | 16 | 4  | 14 | 73 | 43 | 1,00 | 36  |
| Q  | 9  | SC Borussia 04 Fulda      | 34 | 15 | 6  | 13 | 53 | 54 | 0,98 | 36  |
| AL | 10 | SV Darmstadt 98           | 34 | 15 | 5  | 14 | 46 | 50 | 0,92 | 35  |
| AL | 11 | VfB Hemlbrechts           | 34 | 15 | 4  | 15 | 58 | 64 | 0,91 | 34  |
| AL | 12 | VfL 07 Neustadt/Coburg    | 34 | 11 | 8  | 15 | 51 | 56 | 0,91 | 30  |
| AL | 13 | SSV Jahn Regensburg       | 34 | 10 | 10 | 14 | 44 | 72 | 0,61 | 30  |
| AL | 14 | 1. FC Hassfurt            | 34 | 12 | 5  | 17 | 70 | 86 | 0,81 | 29  |
| AL | 15 | SV Viktoria Aschaffenburg | 34 | 11 | 6  | 17 | 62 | 62 | 1,00 | 28  |
| AL | 16 | FC Singen 04              | 34 | 9  | 10 | 15 | 41 | 62 | 0,66 | 28  |
| AL | 17 | FC Hanau 93               | 34 | 6  | 11 | 17 | 51 | 79 | 0,65 | 23  |
| AL | 18 | VfR Heilbronn             | 34 | 8  | 5  | 21 | 48 | 87 | 0,55 | 21  |

### Montants des séries inférieures
À la fin de cette saison, il n'y eut aucun montant depuis les séries d'Amateurliga.

## Nord et Berlin

### Nord
- Champions : 
  - Bremen : AGSV Bremen
  - Hamburg : HSV Barmbek-Uhlenhorst (2e : SC Victoria Hambourg également qualifié)
  - Niedersachsen-West : VfL Oldenburg (3e : TuS Celle qualifié pour le tour préliminaire)
  - Niedersachsen-Ost : VfL Wolfsburg (2e : Leu Braunschweig qualifié pour le tour préliminaire)
  - Schleswig-Holstein : Heider SV (2e : SV Friedrichsort également qualifié)

#### Tour de qualification pour la Regionalliga Nord
Tour préliminaire - Basse-Saxe

Les vice-champions des Amateurligen Niedersachsen-West et Niedersachsen-Ost s'affrontent afin de concourir au tour de qualification en lui-même.
| Équipe 1  | Score | Équipe 2         | Aller | Retour |
| --------- | ----- | ---------------- | ----- | ------ |
| TuS Celle | 3-5   | Leu Braunschweig | 2-3   | 1-2    |

Le Leu Braunschweig est qualifié pour la suite du tour de qualification.

Groupe 1
| Rang | Équipe               | Pts | J | G | N | P | Bp | Bc | GA    |
| ---- | -------------------- | --- | - | - | - | - | -- | -- | ----- |
| 1    | Altona 93 (OL)       | 10  | 8 | 4 | 2 | 2 | 12 | 7  | 1,714 |
| 2    | SC Victoria Hambourg | 10  | 8 | 4 | 2 | 2 | 20 | 14 | 1,429 |
| 3    | VfL Wolfsburg        | 8   | 8 | 3 | 2 | 3 | 13 | 12 | 1,083 |
| 4    | Leu Braunschweig     | 8   | 8 | 2 | 4 | 2 | 12 | 15 | 0,800 |
| 5    | Heider SV            | 4   | 8 | 1 | 2 | 5 | 16 | 25 | 0,640 |

Groupe 2
| Rang | Équipe                 | Pts | J | G | N | P | Bp | Bc | GA    |
| ---- | ---------------------- | --- | - | - | - | - | -- | -- | ----- |
| 1    | VfB Lübeck (OL)        | 10  | 8 | 5 | 0 | 3 | 27 | 11 | 2,455 |
| 2    | SV Friedrichsort       | 9   | 8 | 4 | 1 | 3 | 20 | 14 | 1,429 |
| 3    | VfL Oldenburg          | 9   | 8 | 4 | 1 | 3 | 14 | 22 | 0,636 |
| 4    | HSV Barmbek-Uhlenhorst | 8   | 8 | 3 | 2 | 3 | 13 | 15 | 0,867 |
| 5    | AGSV Bremen            | 4   | 8 | 2 | 0 | 6 | 15 | 27 | 0,556 |

Barrage entre les deux 4es
| Équipe 1         | Résultat | Équipe 2               |
| ---------------- | -------- | ---------------------- |
| Leu Braunschweig | 1 - 2    | HSV Barmbek-Uhlenhorst |

#### Composition finale de la Regionalliga Nord
Les onze clubs non retenus pour la Bundesliga, ainsi que les sept équipes qualifiées via le tour de qualification devinrent les fondateurs d'une nouvelle ligue dénommée Regionalliga Nord. Les cinq promus depuis les Amateurligen de ce fait furent: 
- HSV Barmbek-Uhlenhorst
- SV Friedrichsort
- VfL Oldenburg
- VfL Wolfsburg
- SC Victoria Hamburg

### Berlin
Les trois premiers de l'Amateurliga Berlin sont qualifiés pour la Regionalliga Berlin. Ces clubs sont : SV Blau-Weiss Berlin, SC Union 06 Berlin et Reinickendorfer Füchse.